# Jakob (krusbär)
Jakob är en gulfärgad krusbärssort vars ursprung är USA. Detta krusbär mognar omkring julis mitt och busken ger därefter mycket frukt. En annan fördel med detta krusbär är att den är motståndskraftig mot mjöldagg.